# Мост Вина

Рисунок 1. Электрическая схема моста Вина — Робинсона

Мост Ви́на (иногда в литературе — мост Вина — Робинсо́на) — пассивный четырёхполюсник, коэффициент передачи которого зависит от частоты. Одна пара плеч моста представляет собой последовательно и параллельно соединённые RC-цепи, составляющие квазирезонансную частотно-избирательную цепь, другая пара плеч — резистивный делитель напряжения. Модуль передаточной функции сигнала диагонали моста имеет минимум при некотором соотношении величин двухполюсников, входящих в состав схемы, и является характеристикой заграждающего фильтра.
Предложен Максом Вином в 1891 году.
Применяется в некоторых RC-генераторах для построения автогенераторов синусоидального сигнала с малыми искажениями, удовлетворительной стабильностью частоты и достаточно широким диапазоном перестройки по частоте. Иногда применяется в качестве полосно-заграждающего фильтра.
Мост может быть использован для измерения ёмкости и паразитных параметров конденсаторов, например эквивалентного паразитного последовательного сопротивления (ЭПС), в измерителях нелинейных искажений и др.

## Теория

Рисунок 2. Модуль передаточной функции частотно-зависимого делителя напряжения моста Вина при и. Максимум модуля равен 1/3 на частоте.

Рисунок 3. Амплитудно-фазовая частотная характеристика напряжения диагонали моста Вина при и.

В общем случае мост состоит из четырёх резисторов и двух конденсаторов, различных по величине сопротивления и ёмкости. Частотно-зависимой цепью моста является делитель напряжения, состоящий из конденсаторов {\displaystyle C_{1},\ C_{2}} и резисторов {\displaystyle R_{1},\ R_{2}}. Передаточная функция {\displaystyle H_{dRC}(j\omega )} частотно-зависимого делителя напряжения выражается как:
{\displaystyle H_{dRC}(j\omega )={{{R_{1}}||{Z_{C_{1}}}} \over {{R_{1}}||{Z_{C_{1}}}+{Z_{C_{2}}}+{R_{2}}}}=}
{\displaystyle ={{{R_{1}}||{(1/j\omega C_{1})}} \over {{R_{1}}||{(1/j\omega C_{1})}+{(1/j\omega C_{2})}+{R_{2}}}},}
где {\displaystyle Z_{C_{1}},\ Z_{C_{1}}} — реактивные сопротивления конденсаторов {\displaystyle C_{1},\ C_{1};}
{\displaystyle j} — мнимая единица.
Символом {\displaystyle ||} обозначено параллельное соединение элементов, например:
{\displaystyle {{{R_{1}}||{Z_{C_{1}}}}={{R_{1}\cdot Z_{C_{1}}} \over {R_{1}+Z_{C_{1}}}}}.}
Передаточная функция напряжения, снимаемого с диагонали моста {\displaystyle U_{O}=U_{O2}-U_{O1}} равно разности передаточных функций резистивного делителя {\displaystyle R_{3},\ R_{4}} и частотно-зависимого делителя напряжения:
{\displaystyle H_{U_{O}}(j\omega )={\frac {R_{3}}{R_{3}+R_{4}}}-{{{R_{1}}||{(1/j\omega C_{1})}} \over {{R_{1}}||{(1/j\omega C_{1})}+{(1/j\omega C_{2})}+{R_{2}}}}.}
Явное выражение для этой функции через сопротивления резисторов и ёмкости конденсаторов громоздко. Можно показать, что частота колебаний {\displaystyle \omega _{0U_{O}}}, при которой будет наблюдаться минимум модуля комплексной амплитуды напряжения {\displaystyle U_{O}} диагонали моста будет:
{\displaystyle \omega _{0U_{O}}={1 \over {\sqrt {R_{1}R_{2}C_{1}C_{2}}}}.}
Если при этом дополнительно выполняются соотношение между ёмкостями конденсаторов и сопротивлениями резисторов в виде:
{\displaystyle {C_{1} \over C_{2}}={R_{4} \over R_{3}}-{R_{2} \over R_{1}},}
то модуль комплексной амплитуды напряжения диагонали моста обращается в нуль.
Обычно в фильтрах, генераторах синусоидальных колебаний применяют мост Вина в котором {\displaystyle R_{1}=R_{2}=R} и {\displaystyle C_{1}=C_{2}=C.} При таком выборе математические выражения существенно упрощаются.
Передаточная функция частотно-зависимого делителя напряжения:
{\displaystyle H_{RC}(j\omega )={{j\omega T} \over {-{\omega ^{2}}{T^{2}}+3j\omega T+1}}={{j\Omega } \over {-{\Omega ^{2}}+3j\Omega +1}}.}
Модуль передаточной функции частотно-зависимого делителя напряжения (см. рисунок 2):
{\displaystyle |H_{RC}(j\omega )|=\omega T{\sqrt {1 \over {{\omega ^{4}}{T^{4}}+7{\omega ^{2}}{T^{2}}+1}}}=\Omega {\sqrt {1 \over {{\Omega ^{4}}+7{\Omega ^{2}}+1}}}.}
Здесь обозначено {\displaystyle \Omega =\omega RC=\omega T=\omega /{\omega _{0}},\ } {\displaystyle \Omega } — нормированная безразмерная частота, {\displaystyle T=RC} — постоянная времени RC-цепи, {\displaystyle \omega _{0}=1/RC} — частота максимума модуля передаточной функции.
При входной частоте {\displaystyle \omega =\omega _{0},\ } то есть, при {\displaystyle \Omega =1\ }модуль коэффициента передачи частотно-зависимого делителя имеет максимум и равен 1/3 и фазовый сдвиг относительно входного напряжения становится равным нулю.
Если выбрать коэффициент передачи {\displaystyle K_{R}=R_{3}/(R_{3}+R_{4})} резистивного делителя {\displaystyle R_{3},\ R_{4}} равным 1/3, то есть {\displaystyle R_{4}=2R_{3},} то при {\displaystyle \omega =\omega _{0}} напряжение диагонали моста станет нулевым.
Передаточная функция напряжения диагонали моста с таким соотношением номиналов компонентов:
{\displaystyle H(j\omega )={1 \over 3}\cdot {{1-{\Omega ^{2}}} \over {-{\Omega ^{2}}+3j\Omega +1}},}
и модуль этой передаточной функции:
{\displaystyle |H(j\omega )|={1 \over 3}\cdot {{|1-{\Omega ^{2}}|} \over {\sqrt {{{(1-{\Omega ^{2}})}^{2}}+9{\Omega ^{2}}}}}.}
Фазовый сдвиг {\displaystyle \varphi } между входным и выходным напряжениями:
{\displaystyle \varphi =\operatorname {arctg} \left({{-3\Omega } \over {1-{\Omega ^{2}}}}\right),\ \Omega \neq 1.}
Графики модуля и фазового сдвига напряжения диагонали моста в полулогарифмических координатах приведены на рисунке 3.

## Применение

Рисунок 4. Вариант применения моста Вина для измерения ёмкости и параллельного паразитного сопротивления исследуемого конденсатора.

Мост Вина может использоваться для измерений параметров конденсаторов. При этом в одно из плечей моста включают исследуемый конденсатор, варьируя входящие в мост сопротивления переменных резисторов и ёмкости переменных конденсаторов, а также частоту синусоидального напряжения питания моста, добиваются его балансировки, то есть равенства нулю напряжения диагонали моста.
Неизвестные параметры исследуемого конденсатора можно при этом получить из решения системы уравнений при известных {\displaystyle \omega _{bal}} — частоты, при которой мост сбалансирован, и величин {\displaystyle R_{2},\ C_{2},\ R_{3},\ R_{4}}:
{\displaystyle \omega _{bal}={1 \over {\sqrt {R_{x}R_{2}C_{x}C_{2}}}},}
{\displaystyle {C_{x} \over C_{2}}={R_{4} \over R_{3}}-{R_{2} \over R_{x}}.}
Решение этой системы уравнений:
{\displaystyle C_{x}={{C_{2}R_{4}} \over {R_{3}(R_{2}^{2}C_{2}^{2}\omega _{bal}^{2}+1)}},}
{\displaystyle R_{x}={{R_{3}}{(R_{2}^{2}C_{2}^{2}\omega _{bal}^{2}+1)} \over {R_{2}C_{2}^{2}R_{4}\omega _{bal}^{2}}}.}
Соответственно, аналогично можно определить эквивалентное последовательное сопротивление конденсатора, слегка видоизменив схему включения — выполнить регулируемыми {\displaystyle R_{x},\ C_{x}} и вместо {\displaystyle C_{2},\ R_{2}} включить исследуемый конденсатор.
Традиционно мост Вина применяется в генераторах синусоидального сигнала с очень малым коэффициентом гармоник выходного сигнала, где он включен во положительную обратную связь усилителя с автоматически точно поддерживаемым коэффициентом передачи равным 1/3.
Также мост Вина применяется в измерителях нелинейных искажений в качестве фильтра-подавителя первой основной гармоники исследуемого сигнала.